# Amegilla calens
Amegilla calens là một loài Hymenoptera trong họ Apidae. Loài này được Lepeletier mô tả khoa học năm 1841.
Loài này phân bố ở Zimbabwe.